# Vallenato
A vallenato (ejtsd: IPA [baʝeˈnato], magyarosan kb. [bájjenáto]) egy Kolumbiából származó, több stíluselemet – merengue, paseo, puya, son stb. – tömörítő latin zenei műfaj, amely egész Latin-Amerikában népszerű. Jellemző alaphangszerei a diatonikus harmonika, a guacharaca és a doboz. Üteme – stílustól függően – általában hatnyolcados vagy kétnegyedes.
Eredete nem teljesen világos, de valószínűleg a kolumbiai Valledupar (= Valle de Upar, azaz ’Upar völgye’, egy indián törzsfőnök nevéből, aki a területet kormányozta a spanyolok hódítása előtt) környékéről terjedt el, amelyre az elnevezése is utalhat. A népszerű legenda szerint a név úgy keletkezett, hogy az öszvérháton utazó vándorparasztoktól megkérdezték, hogy honnan valósiak, mire ők azt felelték spanyolul: Soy del Valle nato, vagyis „A Völgyben születtem”.

## Fordítás
- Ez a szócikk részben vagy egészben a Vallenato című spanyol Wikipédia-szócikk fordításán alapul.  Az eredeti cikk szerkesztőit annak laptörténete sorolja fel. Ez a jelzés csupán a megfogalmazás eredetét és a szerzői jogokat jelzi, nem szolgál a cikkben szereplő információk forrásmegjelöléseként.